# Berenice (ópera)
Berenice, regina d'Egitto (HWV 38) es una ópera en tres actos con música de Georg Friedrich Händel sobre un texto italiano de Antonio Salvi escrito en Italia en 1709.
Fue estrenada en el Covent Garden en Londres el 18 de mayo de 1737. No tuvo el éxito que cabría esperar viendo los resultados de otras óperas del mismo compositor y fue representada solo cuatro veces.
Está basada en la vida de Cleopatra Berenice, hija de Ptolomeo IX (protagonista de la ópera de Handel Tolomeo) y está ambientada en el 81 a. C.
Esta ópera rara vez se representa. En las estadísticas de Operabase Archivado el 14 de mayo de 2017 en Wayback Machine. aparece con solo una representación en el período 2005-2010.